# Marla Glen
Marla Glen, né le 3 janvier 1960 à Chicago, est un chanteur américain de blues, soul, rhythm and blues et jazz.

## Discographie
- 1992: Marla Glen (Digital Studio)
- 1993: This is Marla Glen (Disques Vogue)
- 1995: Love and Respect (Disques Vogue)
- 1997: Our World (Ariola)
- 1998: The Best of Marla Glen
- 2003: Friends
- 2005: Greatest Hits Live
- 2006: Dangerous
- 2011: Humanology

## Filmographie
- 1995 : Dans la Cour des grands de Florence Strauss